# Антонівка (Жмеринський район)
Анто́нівка —  село в Україні, у Барській міській громаді Жмеринського району Вінницької області. До 2016 року адміністративний центр Антонівської сільської ради.
Село налічує близько 100 дворів.

## Географія
Біля Антонівки тече річка Рів, утворюючи на початку села велике водосховище. На східній околиці розташований піщано-кам'яний кар'єр.

## Історія
Село виникло у другій половині XVIII століття, у XIX столітті входило до Межирівської волості Літинського повіту Подільської губернії і було приписане до сусіднього села Глинянка. За місцевою легендою назва села походить від імені першого поселенця Антона. До 1900 року в селі нараховувалося 25 дворів, саме село належало польським панам на прізвище Віш, останній з яких, Франц Віш, у 1917 році емігрував до Польщі. У 1913 році в селі збудували церкву, яку за радянських часів, у 1964 році зруйнували, а на її місці звели сільський клуб.
У 1931 році в Антонівці організували колгосп, який очолив Гуменюк М. Д.. Спершу землю обробляли кіньми, у 1932—1933 роках придбали кілька тракторів.
У часі другого голодомору в 1932-1933 роках, проведеного радянською владою, загинуло 6 осіб.
У 1938 році в селі створили комсомольську організацію.
Під час Другої світової війни Антонівку окупували німці, десятки мешканців було вивезено до Третього Рейху. На фронтах війни воювало 255 мешканців села, з яких 45 загинуло.
Після війни у 1946 році в селі створили сільраду, першим сільським головою став Матвіюк С. В. У 1955 році Антонівську сільраду об'єднали з Івановецькою, і лише 27 грудня 1993 року знову виокремили в окрему адміністративну одиницю. Колгосп села Антонівка у 1958 році об'єднали з Глинянським колгоспом під новою назвою «XX з'їзд КПРС».
У 1948 році в селі заснували бібліотеку, яка розташувалася у хаті репресованих у 1930-х роках селян, а у другій половині 1960-х років переїхала до сільського клубу. У 1969 році збудували дитячий садочок.
12 червня 2020 року, відповідно до Розпорядження Кабінету Міністрів України № 707-р «Про визначення адміністративних центрів та затвердження територій територіальних громад Вінницької області», увійшло до складу Барської міської громади.
19 липня 2020 року, в результаті адміністративно-територіальної реформи та ліквідації Барського району, село увійшло до складу Жмеринського району.

## Пам'ятки
- Пам'ятник воїнам-односельчанам, загиблим на фронтах Другої світової війни (1968)[10].